# PONG
Pong er et computerspil af Atari, det er baseret på bordtennis. Spillet blev først spillet som arcadespil og den første arcade maskine udkom den 29. november 1972. Det har et rygte, som det første arcadespil nogensinde, men Computer Space udkom før Pong. Teknologien bag Pong er ganske enkel, og derfor var arcade maskinerne i 70'erne i stand til at køre spillet. Det blev dog det første spil som udkom på spillemaskiner til hjemmet. Allan Alcorn har æren som opfinderen og siges at have opfundet spillet i 1972.